# Corregimiento de Rere
La provincia de Rere o corregimiento de Rere era una división territorial del Imperio español dentro de la Capitanía General de Chile. 
De acuerdo a Vicente Carvallo Goyeneche:

Toma esta denominacion de un monte de este nombre que hai en su territorio. También lleva la de estancia del rei, porque en otro tiempo se hicieron en ella cuantiosas sementeras de trigo de cuenta del rei, i se criaban numerosos rebaños de ovejas para subsistencia del ejército. Finalmente, es conocida también por la de Huilquilemu, tomándola de un bosque de este nombre que hai cerca de su villa capital.

## Historia
Fue creada debido a la fundación de la villa de San Luis Gonzaga (1765).
En 1786, se convierte en el partido de Rere.

## Administración
Estaba a cargo del corregidor de Rere.